# Ceratina sculpturata
Ceratina sculpturata är en biart som beskrevs av Smith 1858. Ceratina sculpturata ingår i släktet märgbin, och familjen långtungebin. Inga underarter finns listade i Catalogue of Life.